# Evdokimov (cràter)
Evdokimov és un cràter d'impacte situat a la cara oculta de la Lluna, a l'est del cràter Evershed i a l'oest-sud-oest de Gadomski.
Es tracta d'un element desgastat i erosionat, amb una vora exterior poc definida que és poc més que una lleugera cresta a la superfície. El brocal està una mica més ben conservat al llarg dels costats occidental i oriental. Un petit cràter amb una albedo relativament alta s'està situat a la paret interna cap al nord-est, i està envoltat per una petita faldilla de material ejectat brillant. El sòl interior pràcticament manca de trets distintius, amb tan sols unes petites marques de les vores poc definides dels cràters inscrits en la seva superfície.

## Cràters satèl·lit
Per convenció, aquests elements són identificats als mapes lunars posant la lletra al costat del punt mitjà del cràter que està més prop d'Evdokimov.
|           | \| Evdokimov \| Coordenades \| Diàmetre \| \| --------- \| -------------------------------------- \| -------- \| \| G \| 33° 54′ N, 150° 30′ O / 33.9°N,150.5°O \| 48 km \| \| N \| 31° 42′ N, 153° 42′ O / 31.7°N,153.7°O \| 27 km \| |          |
| Evdokimov | Coordenades | Diàmetre |
| G         | 33° 54′ N, 150° 30′ O / 33.9°N,150.5°O | 48 km    |
| N         | 31° 42′ N, 153° 42′ O / 31.7°N,153.7°O | 27 km    |